# 西方裕之
西方 裕之（にしかた ひろゆき、1961年7月1日 - ）は、日本の演歌歌手。デビュー前は配送運転手をしていた。 佐藤企画所属。

## 経歴
佐賀県唐津市湊町出身。地元の佐賀県で行われた「第1回 ザ・スターカラオケ選手権大会」で優勝し、審査委員長の作曲家・徳久広司にスカウトされて上京。同大会は2024年現在でも年1回（11月の第2日曜日）のペースで続いており、第2回からは毎年ゲスト出演している。審査は徳久広司・弦哲也・岡千秋・杉本眞人という作曲家陣によって行われる。
- 1987年7月21日「北海酔虎伝」でデビュー。（第20回新宿音楽祭銅賞受賞、第14回横浜音楽祭新人奨励賞受賞）
- 1989年に発売した「遠花火」がヒットし25万枚を売り上げ、名前が知られるようになる。
- 1991年には「日本列島緑歌道中」と題し全国3000件のレコード店を訪問する前人未倒の大キャンペーンを敢行。
- 1993年、初リサイタル「デビュー7周年・いま出発(たびだち)」（よみうりホール）開催。
- 1993年、「恋路川」で第26回日本有線大賞有線音楽賞受賞。
- 1995年10月29日、西方裕之コンサート'95（中野サンプラザホール）開催。
- 1995年11月22日、日米文化交流・国連支援交流財団「第1回カラオケフェスティバル・イン・ニューヨーク、カーネギーホール」ゲスト出演。
- 1996年6月23日、10周年記念コンサート（佐賀市民会館）
- 1998年、テイチクレコードへ移籍。
- 1999年10月16日〜18日、西方裕之のふるさとたずねてツアー実施。
- 2001年7月1日、デビュー15周年リサイタル開催（芝メルパルクホール）
- 2002年　キングレコードへ移籍。
- 2003年発売「湯けむりの宿」でオリコン演歌チャート1位を獲得。
- 2005年、同郷の歌手・永井裕子と発売したデュエット「渡し舟」がオリコン演歌チャート1位を獲得。
- 2004年4月、佐賀県唐津大使に就任（唐津大使第1号）
- 2006年9月3日、20周年記念リサイタル実施（唐津市民会館）
- 2007年、佐藤企画に所属。
- 2007年12月10日、アコースティックギターライブvol.1開催
- 2008年からは同じ事務所の徳光正行と二人で「徳光正行、西方裕之の昭和を語る・昭和を歌う」というイベントを開催。イベントの内容は徳光が昭和の事柄を語り、西方がその時代の曲を歌うという構成になっている。2010年1月現在までに計5回開催された。
- 2010年10月6日、師匠の徳久広司とデュエット「男の絆」発売。

## 人物
- 血液型はB型。
- 幼い頃から歌が大好きで、よくカラオケ大会に出場しては優勝していた。
- 上京前は地元で宅配便の運転手をしていた。
- ネギと玉ねぎが大嫌い。触るのも嫌で宅配便の運転手時代には玉ねぎの荷物だけは配達しなかったとラジオで話している。
- 抒情演歌や故郷演歌、特に春日八郎、三橋美智也の曲のカバーを得意とする。春日八郎、三橋美智也に関しては『演歌の王道〜春日八郎・三橋美智也を唄う〜』と題してカバーアルバムも発売している。
- デビュー当時に富士山のてっぺんでキャンペーンを行ったことがあると『NHK歌謡コンサート』に出演時に話している。
- 車の運転が大好きで佐賀へ帰省する時は東京から車で帰る。
- 趣味はアコースティックギター・折りたたみ自転車で、アコースティックギターは60本以上、折りたたみ自転車は10台所持しており自らを“集めたがり人間”と称している。
- ラジオ番組の出演告知でニッポン放送の周波数を「1242」というところを「1422」と誤って紹介するなど、天然キャラである。
- 歌う前には必ずコーラを飲むが、それを見たほかの歌手に「信じられない！」とよく言われると本人が談話している。
- 2007年からの半年間、それまでの事務所（アークプロモーション）を離れフリーで活動していたが、ラジオ番組でのトークが佐藤企画の社長・佐藤宏榮の目にとまり、デビューして22年目にして2回目のスカウトを受けた。佐藤宏榮は西方が所属してから西方の歌を聞き、「西方って歌上手いんだねぇ」と発言した。
- 高田文夫のラジオビバリー昼ズ（ニッポン放送）-同じ事務所所属の東貴博（Take2）が出演するコーナー『若旦那まつり』にゲスト出演したことがきっかけで、番組でも西方の曲を取り上げることが多くなった。2010年5月2日に日比谷公園で行われた公開イベントにもゲスト出演を果たしている。2010年9月21日に横浜みなとみらい万葉倶楽部で行われた公開生放送にも出演し、コーナーで行われたカラオケ大会の審査を担当、1曲歌唱した。また、2012年1月には高田文夫が作詞した「日本列島やり直し音頭」（C/W「恋のあんぽんたん・昭和篇」）がリリースされ、以後番組でも頻繁に流れている。
- フォークソングが大好きで、最近の新曲のカップリングにはかぐや姫の曲をカバーしており、現在までに「加茂の流れに」「妹」をカバー収録している。
- Take2の東貴博と同じ事務所であるため、CBCテレビ花咲かタイムズにも新曲発売時に出演している。番組では「季節の変わり目にやってくるおじさん」と呼ばれている。
- 「スーパージョッキー」（日本テレビ）の「熱湯コマーシャル」に出演した際に、服を着たまま熱湯に入ったことがある。

## ディスコグラフィ

### シングル
| #  | 発売日          | 曲順 | タイトル                    | 作詞           | 作曲           | 編曲       | オリコン 最高順位 | レーベル        | 規格品番   |
| -- | --------------- | ---- | --------------------------- | -------------- | -------------- | ---------- | ----------------- | --------------- | ---------- |
| 1  | 1987年 7月21日  | A面  | 北海酔虎伝                  | 星野哲郎       | 徳久広司       | 池多孝春   | -                 | RVC             | RHS-294    |
| 1  | 1987年 7月21日  | B面  | 恋ざんげ                    | 星野哲郎       | 徳久広司       | 池多孝春   | -                 | RVC             | RHS-294    |
| 2  | 1988年 9月21日  | A面  | 流れる                      | 星野哲郎       | 徳久広司       | 斉藤恒夫   | -                 | BMG             | B07S-23    |
| 2  | 1988年 9月21日  | B面  | 力松援歌                    | 星野哲郎       | 徳久広司       | 斉藤恒夫   | -                 | BMG             | B07S-23    |
| 3  | 1989年 12月21日 | A面  | 遠花火                      | 竜はじめ       | 徳久広司       | 斉藤恒夫   | -                 | BMG             | B07S-63    |
| 3  | 1989年 12月21日 | B面  | 由布川の女                  | 竜はじめ       | 徳久広司       | 斉藤恒夫   | -                 | BMG             | B07S-63    |
| 4  | 1991年 2月21日  | 01   | ありがとう オグリキャップ   | 松井由利夫     | 徳久広司       | 池多孝春   | -                 | BMG             | BVDL-8     |
| 5  | 1991年 12月16日 | 01   | 紀ノ川                      | たかたかし     | 徳久広司       | 馬場良     | -                 | BMG             | BVDL-19    |
| 5  | 1991年 12月16日 | 02   | 片時雨                      | たかたかし     | 徳久広司       | 馬場良     | -                 | BMG             | BVDL-19    |
| 6  | 1992年 11月21日 | 01   | 恋路川                      | 早川詩朗       | 板谷隆         | 前田俊明   | -                 | BMG             | BVDL-26    |
| 6  | 1992年 11月21日 | 02   | 浮名橋                      | 吉原ひさお     | 豊郷孝         | 前田俊明   | -                 | BMG             | BVDL-26    |
| 7  | 1993年 9月22日  | 01   | 恋文流し                    | 星野哲郎       | 徳久広司       | 前田俊明   | -                 | BMG             | BVDL-37    |
| 7  | 1993年 9月22日  | 02   | 函館物語                    | 星野哲郎       | 徳久広司       | 池多孝春   | -                 | BMG             | BVDL-37    |
| 8  | 1994年 3月24日  | 01   | 夢追い川                    | たかたかし     | 徳久広司       | 前田俊明   | -                 | BMG             | BVDL-43    |
| 8  | 1994年 3月24日  | 02   | 女の涙                      | たかたかし     | 徳久広司       | 前田俊明   | -                 | BMG             | BVDL-43    |
| 9  | 1994年 8月24日  | 01   | 男一匹                      | 大木亨         | 飯田譲         | 池多孝春   | -                 | BMG             | BVDL-1001  |
| 9  | 1994年 8月24日  | 02   | 日本列島ふれあい音頭        | 大木亨         | 飯田譲         | 池多孝春   | -                 | BMG             | BVDL-1001  |
| 10 | 1994年 9月21日  | 01   | トラック野郎                | 下村関         | 亜乃庸         | 池多孝春   | -                 | BMG             | BVDL-1004  |
| 10 | 1994年 9月21日  | 02   | 夫婦星                      | 下村関         | 亜乃庸         | 池多孝春   | -                 | BMG             | BVDL-1004  |
| 11 | 1995年 2月22日  | 01   | 薄羽かげろう                | 吉岡治         | 徳久広司       | 南郷達也   | -                 | BMG             | BVDL-1013  |
| 11 | 1995年 2月22日  | 02   | 薄羽かげろう〜夏から秋〜    | 吉岡治         | 徳久広司       | 南郷達也   | -                 | BMG             | BVDL-1013  |
| 12 | 1996年 1月24日  | 01   | 冬・七夕                    | 木下龍太郎     | 聖川湧         | 南郷達也   | -                 | BMG             | BVDL-1030  |
| 12 | 1996年 1月24日  | 02   | 長崎ノクターン              | 池田充男       | 朝月廣臣       | 馬場良     | -                 | BMG             | BVDL-1030  |
| 13 | 1996年 11月21日 | 01   | 赤とんぼ                    | たきのえいじ   | 弦哲也         | 前田俊明   | -                 | BMG             | BVDL-1041  |
| 13 | 1996年 11月21日 | 02   | おふくろ                    | たきのえいじ   | 弦哲也         | 前田俊明   | -                 | BMG             | BVDL-1041  |
| 14 | 1998年 8月21日  | 01   | 愛始発                      | 木下龍太郎     | 岡千秋         | 前田俊明   | -                 | テイチク        | TEDA-10426 |
| 14 | 1998年 8月21日  | 02   | 渡り鳥                      | 新本創子       | 岡千秋         | 前田俊明   | -                 | テイチク        | TEDA-10426 |
| 15 | 1999年 5月21日  | 01   | ふるさとのあいつ            | 杉紀彦         | 弦哲也         | 南郷達也   | -                 | テイチク        | TEDA-10438 |
| 15 | 1999年 5月21日  | 02   | 三年待っててくれないか      | 麻こよみ       | 宮下健治       | 京建輔     | -                 | テイチク        | TEDA-10438 |
| 16 | 2000年 4月21日  | 01   | 君を信じて                  | いではく       | 遠藤実         | 前田俊明   | -                 | テイチク        | TEDA-10469 |
| 16 | 2000年 4月21日  | 02   | 友情の海                    | 宮本かずや     | 遠藤実         | 前田俊明   | -                 | テイチク        | TEDA-10469 |
| 17 | 2001年 3月23日  | 01   | 北しぐれ                    | 吉田旺         | 徳久広司       | 南郷達也   | -                 | テイチク        | TEDA-10499 |
| 17 | 2001年 3月23日  | 02   | 海ほおずき                  | 吉田旺         | 徳久広司       | 南郷達也   | -                 | テイチク        | TEDA-10499 |
| 18 | 2002年 10月23日 | 01   | おんな川                    | たかたかし     | 弦哲也         | 前田俊明   | 37位              | キング レコード | KIDX-710   |
| 18 | 2002年 10月23日 | 02   | 峠                          | たかたかし     | 弦哲也         | 前田俊明   | 37位              | キング レコード | KIDX-710   |
| 19 | 2003年 6月25日  | 01   | 湯けむりの宿                | たかたかし     | 岡千秋         | 伊戸のりお | 24位              | キング レコード | KIDX-744   |
| 19 | 2003年 6月25日  | 02   | みちのく                    | たかたかし     | 岡千秋         | 伊戸のりお | 24位              | キング レコード | KIDX-744   |
| 20 | 2004年 4月21日  | 01   | みちのく哀愁                | たかたかし     | 岡千秋         | 伊戸のりお | 32位              | キング レコード | KICM-824   |
| 20 | 2004年 4月21日  | 02   | 玄海そだち                  | たかたかし     | 岡千秋         | 伊戸のりお | 32位              | キング レコード | KICM-824   |
| 21 | 2004年 12月22日 | 01   | 未練の風が吹く              | 木下龍太郎     | 松原正明       | 南郷達也   | 30位              | キング レコード | KICM-863   |
| 21 | 2004年 12月22日 | 02   | 片恋月夜                    | ぶんごぶぜん   | 立木達也       | 南郷達也   | 30位              | キング レコード | KICM-863   |
| 22 | 2005年 7月6日   | 01   | 雪夜酒                      | 水木れいじ     | 市川昭介       | 前田俊明   | 37位              | キング レコード | KICM-895   |
| 22 | 2005年 7月6日   | 02   | 男鹿半島                    | 丹まさと       | 市川昭介       | 前田俊明   | 37位              | キング レコード | KICM-895   |
| 23 | 2006年 4月26日  | 01   | 海峡列車                    | 水木れいじ     | 徳久広司       | 前田俊明   | 27位              | キング レコード | KICM-30008 |
| 23 | 2006年 4月26日  | 02   | 雨の酒場町                  | 丹まさと       | 徳久広司       | 前田俊明   | 27位              | キング レコード | KICM-30008 |
| 24 | 2007年 2月21日  | 01   | 宿かり                      | たかたかし     | 岡千秋         | 佐伯亮     | -                 | キング レコード | KICM-30065 |
| 24 | 2007年 2月21日  | 02   | 男ごころ                    | たかたかし     | 岡千秋         | 池多孝春   | -                 | キング レコード | KICM-30065 |
| 25 | 2008年 1月9日   | 01   | 雨情話                      | 岡みゆき       | 徳久広司       | 前田俊明   | 12位              | キング レコード | KICM-30118 |
| 25 | 2008年 1月9日   | 02   | 風やまず                    | 久仁京介       | 徳久広司       | 前田俊明   | 12位              | キング レコード | KICM-30118 |
| 26 | 2008年 8月27日  | 01   | 女ひといろ                  | 松井由利夫     | 山田年秋       | 佐伯亮     | 31位              | キング レコード | KICM-30160 |
| 26 | 2008年 8月27日  | 02   | 紅葉雪                      | 松井由利夫     | 山田年秋       | 佐伯亮     | 31位              | キング レコード | KICM-30160 |
| 27 | 2009年 2月25日  | 01   | 津軽の春                    | たかたかし     | 岡千秋         | 前田俊明   | 33位              | キング レコード | KICM-30195 |
| 27 | 2009年 2月25日  | 02   | 大糸線                      | 喜多條忠       | 徳久広司       | 伊戸のりお | 33位              | キング レコード | KICM-30195 |
| 28 | 2009年 10月21日 | 01   | 寒桜                        | たかたかし     | 岡千秋         | 前田俊明   | 27位              | キング レコード | KICM-30239 |
| 28 | 2009年 10月21日 | 02   | 加茂の流れに                | 南こうせつ     | 南こうせつ     | 伊戸のりお | 27位              | キング レコード | KICM-30239 |
| 29 | 2010年 6月23日  | 01   | おやじの舟唄                | 坂口照幸       | 宮下健治       | 伊戸のりお | 33位              | キング レコード | KICM-30287 |
| 29 | 2010年 6月23日  | 02   | 妹                          | 喜多條忠       | 南こうせつ     | 伊戸のりお | 33位              | キング レコード | KICM-30287 |
| 30 | 2011年 1月26日  | 01   | 男なら〜平成節〜            | 鮫島琉星       | 草笛圭三       | 伊戸のりお | -                 | キング レコード | KICM-30330 |
| 30 | 2011年 1月26日  | 02   | 三つで五百円〜望郷編〜      | 山田孝雄       | むつひろし     | 伊戸のりお | -                 | キング レコード | KICM-30330 |
| 31 | 2011年 7月27日  | 01   | 雨の奥飛騨路                | たかたかし     | 徳久広司       | 前田俊明   | 37位              | キング レコード | KICM-30351 |
| 31 | 2011年 7月27日  | 02   | 水月                        | たかたかし     | 徳久広司       | 前田俊明   | 37位              | キング レコード | KICM-30351 |
| 32 | 2012年 1月25日  | 01   | 日本列島やり直し音頭        | 高田文夫       | 佐瀬寿一       | 伊戸のりお | -                 | キング レコード | KICM-30408 |
| 32 | 2012年 1月25日  | 02   | 恋のあんぽんたん・昭和篇    | 高田文夫       | 佐瀬寿一       | 伊戸のりお | -                 | キング レコード | KICM-30408 |
| 33 | 2012年 6月6日   | 01   | 瀬戸内しぐれ                | たきのえいじ   | 水森英夫       | 南郷達也   | 30位              | キング レコード | KICM-30429 |
| 33 | 2012年 6月6日   | 02   | 峠 〜リミックスバージョン〜 | たかたかし     | 弦哲也         | 前田俊明   | 30位              | キング レコード | KICM-30429 |
| 34 | 2013年 1月23日  | 01   | ふたりの夜汽車              | 麻こよみ       | 水森英夫       | 前田俊明   | 35位              | キング レコード | KICM-30486 |
| 34 | 2013年 1月23日  | 02   | ふるさと日和                | たきのえいじ   | 水森英夫       | 南郷達也   | 35位              | キング レコード | KICM-30486 |
| 35 | 2013年 9月25日  | 01   | 男の酒場                    | 万城たかし     | 岩上峰山       | 南郷達也   | 27位              | キング レコード | KICM-30540 |
| 35 | 2013年 9月25日  | 02   | あいたい…                   | 波多江アキノリ | 波多江アキノリ | 南郷達也   | 27位              | キング レコード | KICM-30540 |
| 36 | 2014年 4月23日  | 01   | 忍野八海 わかれ旅           | まんだあつこ   | 藤田たかし     | 南郷達也   | 45位              | キング レコード | KICM-30586 |
| 36 | 2014年 4月23日  | 02   | 高瀬川                      | たちばなじろう | みちあゆむ     | 南郷達也   | 45位              | キング レコード | KICM-30586 |
| 37 | 2014年 10月22日 | 01   | おやじのたそがれ            | 高田文夫       | 佐瀬寿一       | 伊戸のりお | -                 | キング レコード | KICM-30616 |
| 37 | 2014年 10月22日 | 02   | 恋はテッペンペン            | 高田文夫       | 佐瀬寿一       | 伊戸のりお | -                 | キング レコード | KICM-30616 |
| 38 | 2015年 7月22日  | 01   | 港やど                      | 仁井谷俊也     | 水森英夫       | 伊戸のりお | -                 | キング レコード | KICM-30666 |
| 38 | 2015年 7月22日  | 02   | おまえと道づれ              | 仁井谷俊也     | 水森英夫       | 伊戸のりお | -                 | キング レコード | KICM-30666 |
| 39 | 2016年 5月25日  | 01   | 焔歌                        | 吉田旺         | 船村徹         | 蔦将包     | -                 | キング レコード | KICM-30711 |
| 39 | 2016年 5月25日  | 02   | 若い衆                      | 吉田旺         | 船村徹         | 蔦将包     | -                 | キング レコード | KICM-30711 |
| 40 | 2017年 2月22日  | 01   | 女の日本海                  | たかたかし     | 徳久広司       | 南郷達也   | -                 | キング レコード | KICM-30781 |
| 40 | 2017年 2月22日  | 02   | 俺とおまえ                  | たかたかし     | 徳久広司       | 南郷達也   | -                 | キング レコード | KICM-30781 |
| 41 | 2017年 10月25日 | 01   | 忍び川                      | 石原信一       | 岡千秋         | 南郷達也   | 44位              | キング レコード | KICM-30823 |
| 41 | 2017年 10月25日 | 02   | 酒の坂                      | 石原信一       | 岡千秋         | 南郷達也   | 44位              | キング レコード | KICM-30823 |
| 42 | 2018年 5月23日  | 01   | ぼたん雪                    | 一葉よう子     | 村田耕一       | 南郷達也   | -                 | キング レコード | KICM-30861 |
| 42 | 2018年 5月23日  | 02   | なさけ雨                    | 佐倉咲         | みちあゆむ     | 南郷達也   | -                 | キング レコード | KICM-30861 |
| 43 | 2019年 1月9日   | 01   | 散らず花                    | 坂口照幸       | 四方章人       | 前田俊明   | 32位              | キング レコード | KICM-30895 |
| 43 | 2019年 1月9日   | 02   | 北放浪                      | 坂口照幸       | 四方章人       | 前田俊明   | 32位              | キング レコード | KICM-30895 |
| 44 | 2019年 9月4日   | 01   | 波止場                      | 筑紫竜平       | 筑紫竜平       | 南郷達也   | 47位              | キング レコード | KICM-30937 |
| 44 | 2019年 9月4日   | 02   | 噂たずねて                  | 筑紫竜平       | 筑紫竜平       | 南郷達也   | 47位              | キング レコード | KICM-30937 |
| 45 | 2020年 5月13日  | 01   | 出世灘                      | 星野哲郎       | 徳久広司       | 野村豊     | 27位              | キング レコード | KICM-30973 |
| 45 | 2020年 5月13日  | 02   | 有明の宿                    | 星野哲郎       | 徳久広司       | 野村豊     | 27位              | キング レコード | KICM-30973 |
| 46 | 2021年 5月12日  | 01   | 帰郷                        | 朝比奈京仔     | 杉本眞人       | 川村栄二   | 31位              | キング レコード | KICM-31018 |
| 46 | 2021年 5月12日  | 02   | おふくろ便り                | 日野浦かなで   | 杉本眞人       | 川村栄二   | 31位              | キング レコード | KICM-31018 |
| 46 | 2021年 5月12日  | 03   | 赤とんぼ－新録版－          | たきのえいじ   | 弦哲也         | 川村栄二   | 31位              | キング レコード | KICM-31018 |
| 47 | 2022年 2月9日   | 01   | おまえひとりさ              | 万城たかし     | 弦哲也         | 南郷達也   | 38位              | キング レコード | KICM-31048 |
| 47 | 2022年 2月9日   | 02   | 遠花火－新録版－            | 竜はじめ       | 徳久広司       | 南郷達也   | 38位              | キング レコード | KICM-31048 |
| 48 | 2023年 11月22日 | 01   | 倖せふたり                  | 竜はじめ       | 岡千秋         | 猪股義周   | 47位              | キング レコード | KICM-31115 |
| 48 | 2023年 11月22日 | 02   | 花桔梗                      | 竜はじめ       | 岡千秋         | 猪股義周   | 47位              | キング レコード | KICM-31115 |

#### デュエット・シングル
| 発売日          | デュエット | 曲順 | タイトル             | 作詞                | 作曲       | 編曲     | レーベル        | 規格品番   |
| --------------- | ---------- | ---- | -------------------- | ------------------- | ---------- | -------- | --------------- | ---------- |
| 1991年 7月21日  | 神田陽子   | 01   | ちょっと年上         | 吉田旺              | 岡千秋     | 池多孝春 | BMG             | BVDL-14    |
| 1991年 7月21日  | 神田陽子   | 02   | 四谷三丁目ものがたり | あかぎてるや        | 岡千秋     | 池多孝春 | BMG             | BVDL-14    |
| 2005年 10月26日 | 永井裕子   | 01   | 渡し舟               | 木下龍太郎          | 岡千秋     | 前田俊明 | キング レコード | KICM-917   |
| 2005年 10月26日 | 永井裕子   | 02   | 似た者どうし         | 田久保真見          | 杉本眞人   | 前田俊明 | キング レコード | KICM-917   |
| 2008年 11月26日 | 永井裕子   | 01   | ふたりの絆川         | 水木れいじ          | 岡千秋     | 南郷達也 | キング レコード | KICM-30177 |
| 2008年 11月26日 | 永井裕子   | 02   | 明日も逢いましょう   | 川口太郎 井上慎之介 | 井上慎之介 | 南郷達也 | キング レコード | KICM-30177 |
| 2010年 10月6日  | 徳久広司   | 01   | 男の絆               | 久仁京介            | 徳久広司   | 前田俊明 | キング レコード | KICM-30307 |
| 2010年 10月6日  | 徳久広司   | 02   | 明日坂               | 久仁京介            | 徳久広司   | 前田俊明 | キング レコード | KICM-30307 |

### アルバム
| 発売日         | タイトル                          | レーベル       | 規格品番           |
| -------------- | --------------------------------- | -------------- | ------------------ |
| 1988年12月16日 | 流れる〜星野哲郎を唄う〜          | BMG            | R32H-1072          |
| 2011年3月23日  | 流れる〜星野哲郎を唄う〜          | キングレコード | KICX-798【復刻盤】 |
| 1990年7月21日  | 遠花火〜演歌ひとり旅〜            | BMG            | BVCH-3             |
| 1991年5月21日  | 遠花火〜こころ歌、めぐり逢い〜    | BMG            | BVCH-6             |
| 1992年9月23日  | 艶歌草紙                          | BMG            | BVCH-12            |
| 1994年4月21日  | 夢追い川・恋文流し                | BMG            | BVCH-610           |
| 1995年5月24日  | 薄羽かげろう                      | BMG            | BVCH-623           |
| 1996年3月23日  | 夢 追いかけて〜冬・七夕〜         | BMG            | BVCH-633           |
| 1998年10月21日 | 愛始発・西方裕之'99郷愁演歌決定版 | テイチク       | TECE-31093         |

#### カバー・アルバム
| 発売日         | タイトル                                   | レーベル       | 規格品番            |
| -------------- | ------------------------------------------ | -------------- | ------------------- |
| 1997年1月22日  | 哀愁演歌名曲集                             | BMG            | BVCH-642            |
| 2003年4月23日  | 哀愁演歌名曲集                             | キングレコード | KICX-605            |
| 2004年6月23日  | 故郷演歌集〜ふるさとのはなしをしよう〜     | キングレコード | KICX-648            |
| 2021年8月4日   | 故郷演歌集〜ふるさとのはなしをしよう〜     | キングレコード | KICX-5347【復刻盤】 |
| 2005年10月26日 | 演歌の王道「春日八郎・三橋美智也」を唄う   | キングレコード | KICX-669            |
| 2021年8月4日   | 演歌の王道「春日八郎・三橋美智也」を唄う   | キングレコード | KICX-5348【復刻盤】 |
| 2006年12月6日  | 演歌の王道VOL.2 春日八郎・三橋美智也を唄う | キングレコード | KICX-687            |
| 2010年1月1日   | 昭和を歌う〜演歌の王道〜                   | キングレコード | KICX-756            |
| 2016年8月17日  | 船村徹の世界を唄う                         | キングレコード | KICX-988            |
| 2018年2月21日  | 艶歌〜つやうた〜                           | キングレコード | KICX-1051           |

#### ベスト・アルバム
| 発売日         | タイトル                             | レーベル       | 規格品番      |
| -------------- | ------------------------------------ | -------------- | ------------- |
| 1990年12月5日  | ベスト・ヒット 遠花火                | BMG            | BVCH-504      |
| 1991年12月16日 | ベスト・ヒット 紀ノ川                | BMG            | BVCH-514      |
| 1993年5月21日  | ベスト・ヒット 恋路川                | BMG            | BVCH-702      |
| 1994年12月16日 | NEW BEST 夢追い川                    | BMG            | BVCH-713      |
| 1995年12月16日 | NEW BEST 薄羽かげろう                | BMG            | BVCH-724      |
| 1997年11月21日 | NEW BEST 赤とんぼ                    | BMG            | BVCH-748      |
| 1998年11月21日 | NEW BEST 北海酔虎伝〜赤とんぼ        | BMG            | BVCH-11006    |
| 1999年8月21日  | 2000年全曲集                         | テイチク       | TECE-32119    |
| 2000年9月21日  | 全曲集〜君を信じて〜                 | テイチク       | TECE-30187    |
| 2001年9月21日  | 全曲集〜北しぐれ〜                   | テイチク       | TECE-30241    |
| 2002年12月4日  | 全曲集                               | キングレコード | KICX-2824     |
| 2003年9月3日   | 全曲集                               | キングレコード | KICX-2911     |
| 2004年9月1日   | 全曲集                               | キングレコード | KICX-3211     |
| 2004年12月1日  | ベストセレクション                   | キングレコード | KICX-3265〜66 |
| 2005年8月24日  | ベスト                               | テイチク       | TECE-25584    |
| 2005年9月7日   | 全曲集                               | キングレコード | KICX-3311     |
| 2006年4月5日   | ベストセレクション                   | キングレコード | KICX-3376〜77 |
| 2006年9月6日   | 全曲集                               | キングレコード | KICX-3411     |
| 2007年4月11日  | ベストセレクション2007               | キングレコード | KICX-3447〜48 |
| 2007年9月5日   | 全曲集2007                           | キングレコード | KICX-3511     |
| 2008年4月9日   | ベストセレクション2008               | キングレコード | KICX-3617〜18 |
| 2008年9月10日  | 全曲集2009                           | キングレコード | KICX-3632     |
| 2009年4月8日   | ベストセレクション2009               | キングレコード | KICX-3717〜18 |
| 2009年9月9日   | 全曲集2010                           | キングレコード | KICX-3732     |
| 2010年4月7日   | ベストセレクション2010               | キングレコード | KICX-3845〜46 |
| 2010年9月8日   | 全曲集2011                           | キングレコード | KICX-3872     |
| 2011年4月20日  | ベストセレクション2011               | キングレコード | KICX-3965〜66 |
| 2011年9月7日   | 全曲集2012                           | キングレコード | KICX-3992     |
| 2012年4月11日  | ベストセレクション2012               | キングレコード | KICX-4105〜06 |
| 2012年9月5日   | 全曲集2013                           | キングレコード | KICX-4128     |
| 2013年4月10日  | ベストセレクション2013               | キングレコード | KICX-4193〜94 |
| 2013年9月4日   | 全曲集2014                           | キングレコード | KICX-4219     |
| 2014年4月9日   | ベストセレクション2014               | キングレコード | KICX-4327〜28 |
| 2014年9月10日  | 全曲集2015                           | キングレコード | KICX-4353     |
| 2014年11月5日  | 歌カラ全曲集ベスト8                  | キングレコード | KICX-4406     |
| 2015年4月8日   | ベストセレクション2015               | キングレコード | KICX-4457〜58 |
| 2015年9月9日   | 全曲集2016                           | キングレコード | KICX-4513     |
| 2016年4月6日   | ベストセレクション2016               | キングレコード | KICX-4625〜26 |
| 2016年9月7日   | 全曲集2017                           | キングレコード | KICX-4654     |
| 2016年11月16日 | ゴールデンソングス                   | テイチク       | TECE-3420     |
| 2017年4月5日   | ベストセレクション2017               | キングレコード | KICX-4730〜31 |
| 2017年9月6日   | 全曲集2018                           | キングレコード | KICX-4777     |
| 2018年4月4日   | ベストセレクション2018               | キングレコード | KICX-4893〜94 |
| 2018年9月5日   | 全曲集2019                           | キングレコード | KICX-4956     |
| 2019年4月10日  | ベストセレクション2019               | キングレコード | KICX-5032〜33 |
| 2019年9月4日   | 全曲集2020                           | キングレコード | KICX-5078     |
| 2020年4月8日   | ベストセレクション2020               | キングレコード | KICX-5198〜99 |
| 2020年9月9日   | 全曲集2021                           | キングレコード | KICX-5225     |
| 2021年4月7日   | ベストセレクション2021               | キングレコード | KICX-5324〜25 |
| 2021年9月8日   | 全曲集2022                           | キングレコード | KICX-5378     |
| 2022年4月6日   | ベストセレクション2022               | キングレコード | KICX-5521〜22 |
| 2022年9月7日   | 全曲集〜おまえひとりさ〜             | キングレコード | KICX-5547     |
| 2023年4月5日   | ベストセレクション〜おまえひとりさ〜 | キングレコード | KICX-5622〜23 |

### 映像作品

#### ミュージック・ビデオ
| 発売日        | タイトル                      | レーベル       | 規格 | 規格品番  |
| ------------- | ----------------------------- | -------------- | ---- | --------- |
| 2011年8月24日 | キングDVDカラオケHit4         | キングレコード | DVD  | KIBK-3028 |
| 2013年8月7日  | DVDカラオケ全曲集ベスト8      | キングレコード | DVD  | KIBK-6030 |
| 2014年7月9日  | DVDカラオケ全曲集ベスト8②     | キングレコード | DVD  | KIBK-6042 |
| 2016年7月6日  | DVDカラオケ全曲集ベスト8 2016 | キングレコード | DVD  | KIBK-6060 |

## 出演

### テレビ
- MBSラジオ「ミッドナイト・ドライブ」
- スカパー!「演歌一番搾り」

### ラジオ
- NBCラジオ佐賀「裕と裕子のいい歌サガそう！」